# المنذر بن النعمان
المنذر بن النعمان بن امرئ القيس سابع ملوك الحيرة حكم في الفترة (418-462). أمه هي هند بنت زيد مناة بن زيد الله بن عمرو الغساني. وبلغت الحيرة بعهده مبلغا عظيما وصار لها اسم في التاريخ، فقد أجبر كهنة الفرس على تتويج بهرام جور الذي رباه أبوه النعمان على حساب مدع قوي آخر للعرش الفارسي، وكان المنذر قد ربى بهرام حتى بلغ خمس سنين، أحضر له مؤدبين، فعلموه الكتابة والرمي والفقه. وأحضر له حكيمًا من حكماء الفرس، ثم أحضر له معلمي الفروسية، فتعلم الرماية والصيد وركوب الخيل حتى صار من أمهر الناس. وظل هذا شأنه لدى المنذر حتى مات يزدجرد. ففرح الناس بوفاته وقرر الأشراف والموبذان والمرازبة صرف الملك عن أسرة يزدجرد، لسوء سيرته في الناس، ونصبوا شخصًا آخر مكانه. فلما رأى بهرام ذلك، طلب مساعدة المنذر، فأرسل المنذر قوة بقيادة ابنه النعمان، وسار هو على رأس قوة أخرى قوامها ثلاثون ألفًا من فرسان العرب، ومعه بهرام، وبعد مفاوضات وافق الفرس على خلع من نصبوه كسرى عليهم، وتعيين بهرام، وبفضل هذه المساعدة استعاد التاج، وقد شارك في الحروب اتي قامت بين الفرس والروم التي كان سببها اضطهاد المسيحيين في بلاد الفرس وكان بهرام عدوا للنصارى فامتحنهم في بلاد فارس وقتل منهم كثيرين تعيد الكنيسة ذكرا لاستشهادهم وكان المنذر وافقه على آرائه وعاد إلى شرك آبائه القديم، فقد حاصر الروم نصيبين فأسرع بهرام لإنقاذها ومعه المنذر، كما غزا بلاد الروم واحرق وخرب وسبى فيها واتجه للاستيلاء على انطاكية في عام 421 إلا انه لم يحقق في ذلك نصرا حيث تمكن القائد الروماني «فيتيانوس» من صده، وكان هدف المنذر الأساسي هو فتح القسطنطينية، ومني المنذر بهزيمة أخرى في نفس العام أو العام الذي تلاه، وكان قد غرق عدد كبير من جيشه يحددهم المؤرخون السريان عددهم ب70,000 أما المؤرخ سقراط فحددهم ب100,000، انتهت الحرب بعقد الصلح بين الفرس والروم عام 422م، ولكن في عام 457 قام «عرب الفرس» بالهجوم على مدينة «بيت حور» وسبي أهلها.